# Света Параскева (Авгеринос)
Вижте пояснителната страница за други значения на Света Параскева.
„Света Параскева“ (на гръцки: Αγίας Παρασκευής) е възрожденска православна църква в населишкото село Авгеринос (Костанско), Егейска Македония, Гърция, част от Сисанийската и Сятищка епархия.
Храмът е гробищна църква и е построен в 1867 година. Представлява базиликален храм, иззидан с големи камъни. Притежава ценни икони, включително една смятана за чудотворна икона на Света Параскева от 1788 година.